# Synischia hectica
Synischia hectica là một loài chân đều trong họ Idoteidae. Loài này được Pallas miêu tả khoa học năm 1772.